# エスキィス

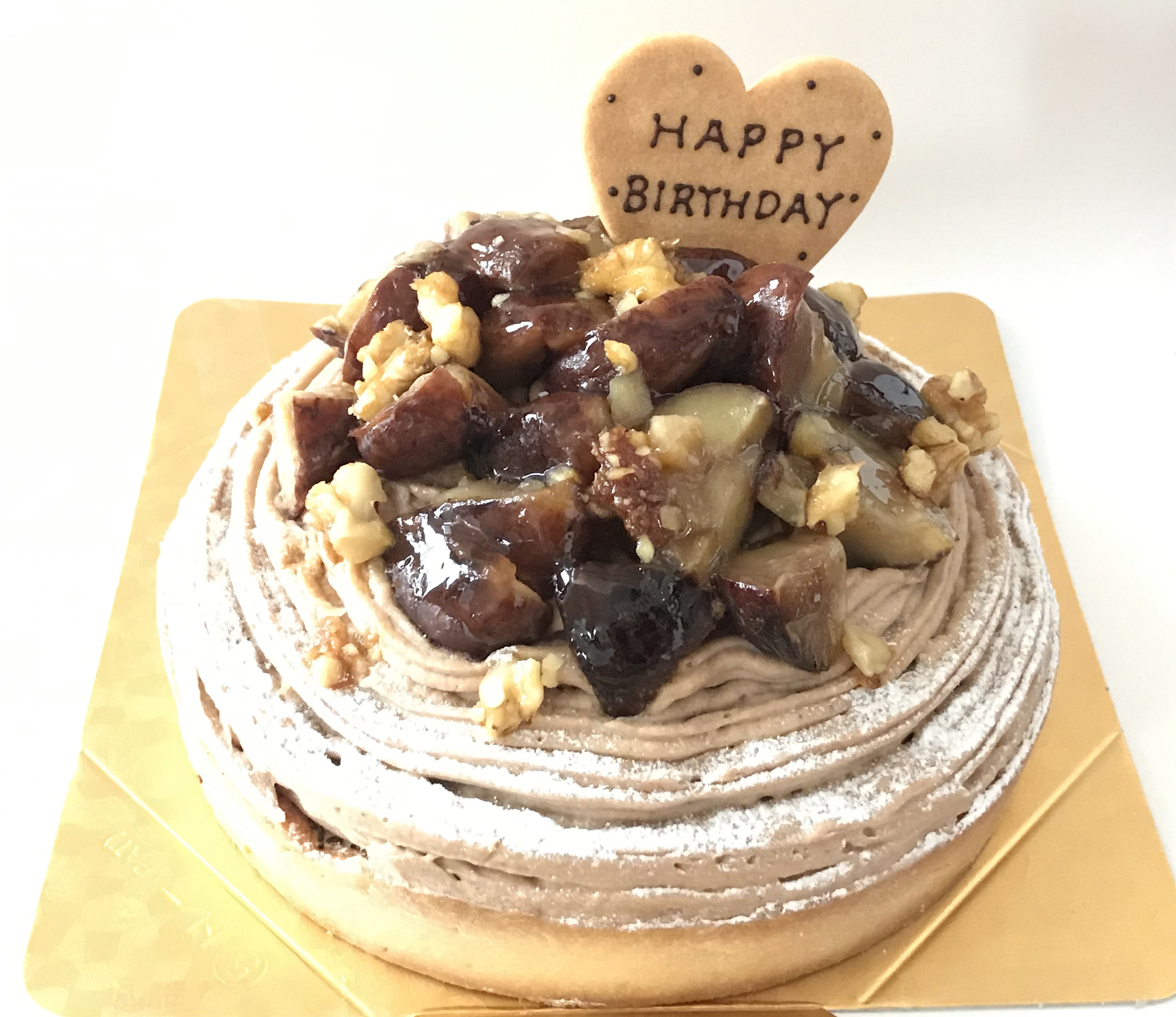
エスキィスの『栗とコーヒーのほろ苦タルト』

エスキィス（Esquisse）は、長野県長野市上千歳町の洋菓子店。2002年3月タルト専門店としてオープンした。タルトやギモーヴをメインに販売している。

## 概要
埼玉県新座市に本社を置くデザイン会社「サンク」が母体。店長の沼田愛ら3名が、「女性が、女性の幸せのために」というコンセプトで立ち上げた。エスキィスとはフランス語で「スケッチ」という意味である。店舗の場所として信州を選んだのは、当時の上司がたまたま長野県出身で、長野の広大な自然や豊かな農産物に強い感銘を受けたことが誘因になった。オープンしたときは、品ぞろえを絞り、フルーツに合うタルト専門店としてオープンさせた。昭和通りに面した店内は、南フランスの田舎をイメージして白壁仕上げになっている。開店当初は宝石箱に見立てたというショーケースが置かれていた。
しかし、開店当初は思ったようにタルトは売れなかった。沼田は製菓衛生師の資格を取り、スタッフが他の洋菓子店の商品を食べ歩いて研究を重ねた。「おいしいだけでは売れない」と沼田は元グラフィックデザイナーの経験を活用して盛り付けにも拘った。フルーツも色彩を考慮して華やかに配置した。やがて長野県産の果物を多く使ったタルトは人気となり、開店から半年で話題を呼ぶようになった。1人で14-15個まとめ買いをする顧客もおり、開店から4時間で売り尽くすこともあった。果物は季節によって取り扱いが変わり、2002年の夏には、白桃、ソルダム、ネクタリンを桃のババロアと桃ジャムで仕上げた「桃のタルト」が登場して顧客の関心を呼んだ。秋にはクリやサツマイモを使ったタルトも販売される。紅茶やココナッツ、チーズを練り込んだクッキーなども取り扱う。タルトの土台やソース、ジャムは、保存料や着色料などの添加物を使用せず、全て手作りで作られる。ラズベリーフィーリングというブルーベリーと黒胡麻を使った黒い洋菓子は全国菓子大博覧会で最高賞 を受賞し、産経新聞でも取寄せベリー系スイーツベスト3として紹介された。2014年からは農園を借りて、商品に使用するラズベリーの栽培を開始した。
2014年現在はネット販売への特化を進め、長野の店舗には看板もショーケースも無くなった。取扱商品の中心は、バースデーケーキに移行し、冷凍して全国に発送する。ネット販売が中心になっても盛付には凝った。フランスの洋菓子では脇役扱いされるギモーヴ（マシュマロ）をカップにかわいらしく盛りつけて販売したところ顧客の反応は上々だった。パティシエとして修業した人にはない発想というのもこの店の自慢とされる。最大手の楽天市場では、フルーツケーキ部門で注文数1位の常連となった。2015年には楽天スイーツグランプリのバースデーケーキ部門で「グランプリ」を受賞した。

## 沿革
- 1996年 - 有限会社サンクを埼玉県新座市に開業。
- 2002年　長野県長野市に洋菓子店エスキィス本店オープン。
- 2005年　エスキィス楽天市場店開設。
- 2012年　エスキィスamazon店開設。
- 2013年　エスキィスYahoo!店開設。

## 所在地
- 有限会社サンク - 埼玉県新座市新座3-6-10-105
- エスキィス本店 - 長野県長野市上千歳町1141-5